# Le canzonissime di Orietta Berti
Le canzonissime di Orietta Berti è un album di Orietta Berti pubblicato nel 1989 dalla CGD.

## Tracce
Lato A
1. Tu sei quello (Anelli, Beretta)
2. Ah l'amore che cos'è (Conti, Pace, Panzeri)
3. Stasera ti dico di no (Conti, Pace)
4. L'altalena (Conti, Pace)
5. Io ti darò di più (Testa, Remigi)
6. Via dei ciclamini (Conti, Pace, Panzeri)
7. Ancora un po' con sentimento (Cazzulani, Pace)

Lato B
1. Fin che la barca va (Arrigoni, Pilat, Panzeri)
2. Io, tu e le rose (Brinniti, Pace, Panzeri)
3. Non illuderti mai (Pace, Pilat, Panzeri)
4. Dove non so (Tema di Lara) (Calabrese, Jarre, Webster)
5. Alla fine della strada (Pace, Pilat)
6. Noi due insieme (Cazzulani, Trimarchi)
7. Quando l'amore diventa poesia (Mogol, Soffici)